# Rado
Rado (Ра́до) — швейцарский производитель часов класса «люкс».

## История
Компания «Schlup & Co.» была основана в 1917 году в швейцарском городке Ленгнау для производства готовых часовых механизмов, экспортировавшихся в США. В 1957 году выпустила первую коллекцию часов под маркой Rado. С 1983 года компания входит в холдинг SMH Group, который в 1998 году был переименован в Swatch Group. В 2009 году коллекция Rado True была награждена премией «Red Dot Award» (Германия) в области дизайна.

## Коллекции
- Rado Sintra
- Rado V10K
- Rado R5.5
- Rado Ceramica
- Rado Integral
- Rado True
- Rado Original
- Rado Centrix
- Rado eSenza
- Rado Coupole
- Rado Anatom
- Rado Joaillerie
- Rado Crysma
- Rado D-Star

## Лица рекламной кампании
- Рената Литвинова — российская актриса.
- Агнешка Радваньска — польская теннисистка.
- Чжан Цзинчу — китайская актриса.
- Юлия Пересильд — российская актриса.
- Нобу Матсухиса — японский шеф-повар.
- Шахид Африди — пакистанский игрок в крикет.
- Лиза Рэй — канадская актриса и модель.